# Wittstock/Dosse
Wittstock/Dosse è una città di 13 994 abitanti del Brandeburgo, in Germania.

Appartiene al circondario dell'Ostprignitz-Ruppin.

## Geografia fisica
È attraversata dal fiume Dosse.

## Storia
Il 6 dicembre 1993 vennero aggregati alla città di Wittstock i comuni di Babitz e Biesen.

## Società

### Evoluzione demografica
- Sviluppo della popolazione dal 1875 entro gli attuali confini (Linea Blu: Popolazione; Linea puntata: Confronto dello sviluppo della popolazione dello stato del Brandenburgo; Sfondo grigio: Ai tempi del governo nazista; Sfondo rosso: Al tempo del governo comunista)
- Sviluppo recente della popolazione (Linea blu) e previsioni

| Anno | Abitanti |
| ---- | -------- |
| 1875 | 15 434   |
| 1890 | 15 366   |
| 1910 | 14 873   |
| 1925 | 15 045   |
| 1939 | 16 538   |
| 1950 | 20 700   |
| 1964 | 17 717   |

| Anno | Abitanti |
| ---- | -------- |
| 1971 | 17 912   |
| 1981 | 19 022   |
| 1985 | 19 903   |
| 1990 | 20 056   |
| 1995 | 20 164   |
| 2000 | 17 985   |
| 2005 | 16 363   |

| Anno | Abitanti |
| ---- | -------- |
| 2010 | 15 235   |
| 2015 | 14 380   |
| 2016 | 14 291   |
| 2017 | 14 283   |
| 2018 | 14 198   |
| 2019 | 14 131   |
| 2020 | 14 007   |

Fonti dei dati sono nel dettaglio nelle Wikimedia Commons..

## Geografia antropica

### Suddivisioni amministrative
Appartengono alla città di Wittstock/Dosse le seguenti frazioni (Ortsteil):
- Babitz
- Berlinchen
- Biesen (con le località di Eichenfelde e Heinrichsdorf)
- Christdorf
- Dossow
- Dranse
- Fretzdorf
- Freyenstein (con la località di Neu Cölln)
- Gadow
- Goldbeck
- Groß Haßlow (con le località di Klein Haßlow e Randow)
- Niemerlang (con le località di Tetschendorf e Ackerfelde)
- Rossow
- Schweinrich
- Sewekow
- Wulfersdorf
- Zempow
- Zootzen

## Amministrazione

### Gemellaggi
Wittstock è gemellata con:
- Uetersen, dal 1990
- Höganäs, dal 2004